# عبد الحميد فتحي
عبد الحميد فتحي (مواليد 10 أبريل 1948) هو مبارز بالسيف إيراني، مثّل بلاده في الألعاب الأولمبية الصيفية 1976.

## روابط خارجية
عبد الحميد فتحي على موقع اللجنة الأولمبية الدولية (الإنجليزية)
- عبد الحميد فتحي على موقع أوليمبيديا (الإنجليزية)